# Kohta Nozane
Kohta Nozane (Chiba, Prefectura de Chiba, Japón, 29 de octubre de 1995) es un piloto de motociclismo japonés. Actualmente compite en el Campeonato del Mundo de Moto2 con el Yamaha VR46 Master Camp Team.
Fue campeón del All Japan J-GP2 en 2013.

## Biografía
En 2016, hizo su debut en el Campeonato Mundial de Resistencia de la FIM corriendo las 8 Horas de Suzuka con el YART Yamaha Official EWC Team, compatiendo moto con el australiano Broc Parkes y su compatriota Takuya Fujita. Terminó la carrera en la cuarta posición de la general y de su clase.
Disputó la temporada 2016-17 del Campeonato Mundial de Resistencia de la FIM prar el YART Yamaha Official EWC Team, compartiendo motocicleta con Broc Parkes y el alemán Mrvin Fritz. Consiguió un segundo puesto en las 24 Horas de Le Mans y en las 8 Horas de Oschersleben, además de una pole position en las 8 Horas de Slovakia Ring. Terminó la temporada en la octava posición con 121.5 puntos.
Nozane debía disputar la totalidad de la temporada 2017-2018 del Campeonato Mundial de Resistencia de la FIM prar el YART Yamaha Official EWC Team pero solo disputó la primera carrera, el Bol d'Or en la cual se retiró, fue reemplazado en el equipo por el alemán Max Neukirchner y por Takuya Fujita. Además en 2017, hizo su debut en MotoGP corriendo con el Monster Yamaha Tech 3 en el Gran Premio de Japón reemplazando a Jonas Folger. Clasificó para la carrera en la 24.º y última posición y, en la carrera se cayó en la tercera vuelta.
En 2021, Nozane dará el salto al Campeonato Mundial de Superbikes manejando una Yamaha YZF-R1 del GRT Yamaha WorldSBK Team.

## Resultados

### Campeonato del mundo de motociclismo

#### Por temporada
| Temp. | Cat.   | Moto   | Equipo                       | Carreras | Victorias | Podios | Poles | V.Ráp. | Pts. | Pos. |
| ----- | ------ | ------ | ---------------------------- | -------- | --------- | ------ | ----- | ------ | ---- | ---- |
| 2012  | Moto2  | FTR    | SAG Team                     | 1        | 0         | 0      | 0     | 0      | 0    | NC   |
| 2013  | Moto2  | Motobi | JiR Moto2                    | 2        | 0         | 0      | 0     | 0      | 0    | NC   |
| 2013  | Moto2  | TSR    | Webike Team Norick NTS       | 1        | 0         | 0      | 0     | 0      | 0    | NC   |
| 2017  | MotoGP | Yamaha | Monster Yamaha Tech 3        | 1        | 0         | 0      | 0     | 0      | 0    | NC   |
| 2023  | Moto2  | Kalex  | Yamaha VR46 Master Camp Team | 0        | 0         | 0      | 0     | 0      | -    | -.º  |
| Total | Total  | Total  | Total                        | 5        | 0         | 0      | 0     | 0      | 0    |      |

- * Temporada en curso.

#### Carreras por año
(Carreras en negrita indica pole position, carreras en cursiva indica vuelta rápida)
| Año  | Cat.   | Moto   | 1   | 2   | 3   | 4   | 5   | 6   | 7   | 8   | 9   | 10  | 11  | 12  | 13  | 14      | 15      | 16     | 17      | 18  | 19  | 20  | 21  | Pos. | Pts. |
| ---- | ------ | ------ | --- | --- | --- | --- | --- | --- | --- | --- | --- | --- | --- | --- | --- | ------- | ------- | ------ | ------- | --- | --- | --- | --- | ---- | ---- |
| 2012 | Moto2  | FTR    | QAT | SPA | POR | FRA | CAT | GBR | NED | GER | ITA | IND | CZE | RSM | ARA | JPN DSQ | MAL     | AUS    | VAL     |     |     |     |     | NC   | 0    |
| 2013 | Moto2  | Motobi | QAT | AME | SPA | FRA | ITA | CAT | NED | GER | IND | CZE | GBR | RSM | ARA | MAL     | AUS 17  |        | VAL Ret |     |     |     |     | NC   | 0    |
| 2013 | Moto2  | TSR    |     |     |     |     |     |     |     |     |     |     |     |     |     |         |         | JPN 16 |         |     |     |     |     | NC   | 0    |
| 2017 | MotoGP | Yamaha | QAT | ARG | AME | SPA | FRA | ITA | CAT | NED | GER | CZE | AUT | GBR | RSM | ARA     | JPN Ret | AUS    | MAL     | VAL |     |     |     | NC   | 0    |
| 2023 | Moto2  | Kalex  | POR | ARG | AME | SPA | FRA | ITA | GER | NED | KAZ | GBR | AUT | CAT | RSM | BAH     | JPN     | INA    | AUS     | THA | MAL | QAT | VAL | -.º  | -    |

### Campeonato Mundial de Motociclismo de Resistencia

#### Por temporada
| Temp.   | Moto   | Equipo                        | Carreras | Victorias | Podios | Poles | V.Rap. | Pts.  | Pos. |
| ------- | ------ | ----------------------------- | -------- | --------- | ------ | ----- | ------ | ----- | ---- |
| 2016    | Yamaha | YART Yamaha Official EWC Team | 1        | 0         | 0      | 0     | 0      | 21    | 60.º |
| 2016-17 | Yamaha | YART Yamaha Official EWC Team | 4        | 0         | 2      | 1     | 0      | 121.5 | 8.º  |
| 2017-18 | Yamaha | YART Yamaha Official EWC Team | 1        | 0         | 0      | 0     | 0      | 0     | NC   |
| Total   | Total  | Total                         | 6        | 0         | 2      | 1     | 0      | 142.5 |      |

#### Carreras Por Año
(Carreras en negrita indica pole position, carreras en cursiva indica vuelta rápida)
| Temp.   | Moto   | 1                    | 2                | 3                | 4                | 5                | Pos. | Pts.  |
| ------- | ------ | -------------------- | ---------------- | ---------------- | ---------------- | ---------------- | ---- | ----- |
| 2016    | Yamaha | LMS                  | POR              | SUZ Gral:4 Cls:4 | OSC              |                  | 60.º | 21    |
| 2016-17 | Yamaha | BDO                  | LMS Gral:2 Cls:2 | OSC Gral:2 Cls:2 | SLR Gral:4 Cls:4 | SUZ Gral:5 Cls:5 | 8.º  | 121.5 |
| 2017-18 | Yamaha | BDO Gral:Ret Cls:Ret | LMS Gral: Cls:   | SLR Gral: Cls:   | OSC Gral: Cls:   | SUZ Gral: Cls:   | NC   | 0     |

### Campeonato Mundial de Superbikes

#### Por temporada
| Temp. | Motocicleta   | Equipo                        | Carreras | Victorias | Podios | Poles | V.Rap. | Pts. | Pos. |
| ----- | ------------- | ----------------------------- | -------- | --------- | ------ | ----- | ------ | ---- | ---- |
| 2021  | Yamaha YZF-R1 | GRT Yamaha WorldSBK Team      | 34       | 0         | 0      | 0     | 0      | 64   | 14.º |
| 2022  | Yamaha YZF-R1 | GTYR GRT Yamaha WorldSBK Team | 36       | 0         | 0      | 0     | 0      | 15   | 20.º |
| Total | Total         | Total                         | 70       | 0         | 0      | 0     | 0      | 79   |      |

- * Temporada en curso.

#### Carreras por año
(Carreras en negrita indica pole position, carreras en cursiva indica vuelta rápida)
| Año  | Moto   | 1      | 1      | 1       | 2      | 2      | 2       | 3      | 3      | 3      | 4      | 4       | 4      | 5       | 5      | 5      | 6      | 6      | 6      | 7      | 7      | 7       | 8      | 8      | 8      | 9      | 9       | 9      | 10     | 10     | 10      | 11     | 11      | 11      | 12      | 12     | 12     | 13     | 13    | 13    | Pos. | Pts. |
| Año  | Moto   | R1     | CS     | R2      | R1     | CS     | R2      | R1     | CS     | R2     | R1     | CS      | R2     | R1      | CS     | R2     | R1     | CS     | R2     | R1     | CS     | R2      | R1     | CS     | R2     | R1     | CS      | R2     | R1     | CS     | R2      | R1     | CS      | R2      | R1      | CS     | R2     | R1     | CS    | R2    | Pos. | Pts. |
| ---- | ------ | ------ | ------ | ------- | ------ | ------ | ------- | ------ | ------ | ------ | ------ | ------- | ------ | ------- | ------ | ------ | ------ | ------ | ------ | ------ | ------ | ------- | ------ | ------ | ------ | ------ | ------- | ------ | ------ | ------ | ------- | ------ | ------- | ------- | ------- | ------ | ------ | ------ | ----- | ----- | ---- | ---- |
| 2021 | Yamaha | SPA 14 | SPA 9  | SPA 12  | POR 15 | POR 15 | POR 13  | ITA 13 | ITA 12 | ITA 13 | GBR WD | GBR WD  | GBR WD | NED Ret | NED 15 | NED 12 | CZE 14 | CZE 15 | CZE 14 | SPA 11 | SPA 11 | SPA Ret | FRA 17 | FRA 16 | FRA 14 | SPA 11 | SPA Ret | SPA 10 | SPA 13 | SPA C  | SPA Ret | POR 14 | POR Ret | POR 13  | ARG 15  | ARG 14 | ARG 14 | INA 15 | INA C | INA 7 | 14.º | 64   |
| 2022 | Yamaha | SPA 18 | SPA 18 | SPA Ret | NED 17 | NED 14 | NED Ret | POR 14 | POR 11 | POR 13 | ITA 12 | ITA Ret | ITA 16 | GBR 19  | GBR 17 | GBR 18 | CZE 18 | CZE 16 | CZE 13 | FRA 17 | FRA 16 | FRA 15  | SPA 16 | SPA 13 | SPA 15 | POR 20 | POR 20  | POR 21 | ARG 18 | ARG 16 | ARG 16  | INA 15 | INA 20  | INA Ret | AUS Ret | AUS 17 | AUS 16 |        |       |       | 20.º | 15   |

- * Temporada en curso.